# Selemdja
La rivière Selemdja (en russe : Селемджа) est un cours d'eau de Russie et le principal affluent de la Zeïa, dans le bassin hydrographique de l'Amour.

## Géographie
La Selemdja est longue de 647 km et arrose l'oblast d'Amour, dans le sud-est de la Sibérie. Elle draine un bassin de 68 600 km2. Son débit moyen est de 715 m3/s. Elle est prise dans les glaces de début novembre à début mai. Elle est navigable sur 325 km à partir de son point de confluence avec la Zeïa.
Ses principaux affluents sont la Nora en rive droite et l'Oulma en rive gauche.

## Source
- Grande Encyclopédie soviétique